# Condado de Hoya
El Condado de Hoya (en alemán: Grafschaft Hoya) fue un estado del Sacro Imperio Romano Germánico, localizado en el actual estado federado alemán de Baja Sajonia. Estaba centrado en la ciudad de Hoya junto al río Weser, entre Bremen y Nienburg; el área ahora pertenece a los distritos de Nienburg y Diepholz. La mayor ciudad del condado era Nienburg.

## Geografía
En 1582, Hoya tenía como frontera (desde el norte, según las agujas del reloj): la Ciudad de Bremen, el  Arzobispado de Bremen, el Obispado de Verden, Luneburgo y Calenberg como subdivisiones de Brunswick-Luneburgo, el Obispado de Minden, el Condado de Diepholz, el Obispado de Münster, y el Condado de Oldemburgo.

## Historia
El primer Conde de Hoya, Enrique, en Sajonia apareció como vasallo del Arzobispo Hartwig II de Bremen en 1202. Tuvo disputas con los nobles locales de la familia Hodenberg en el Castillo de Hodenhagen sobre sus propiedades en el Weser que gradualmente fueron adquiridas por el Conde Enrique y sus descendientes hasta 1313. La adquisición de Nienburg condujo a un prolongado conflicto con los Obispos de Minden quienes se opusieron al expansionismo de sus vecinos comitales. 

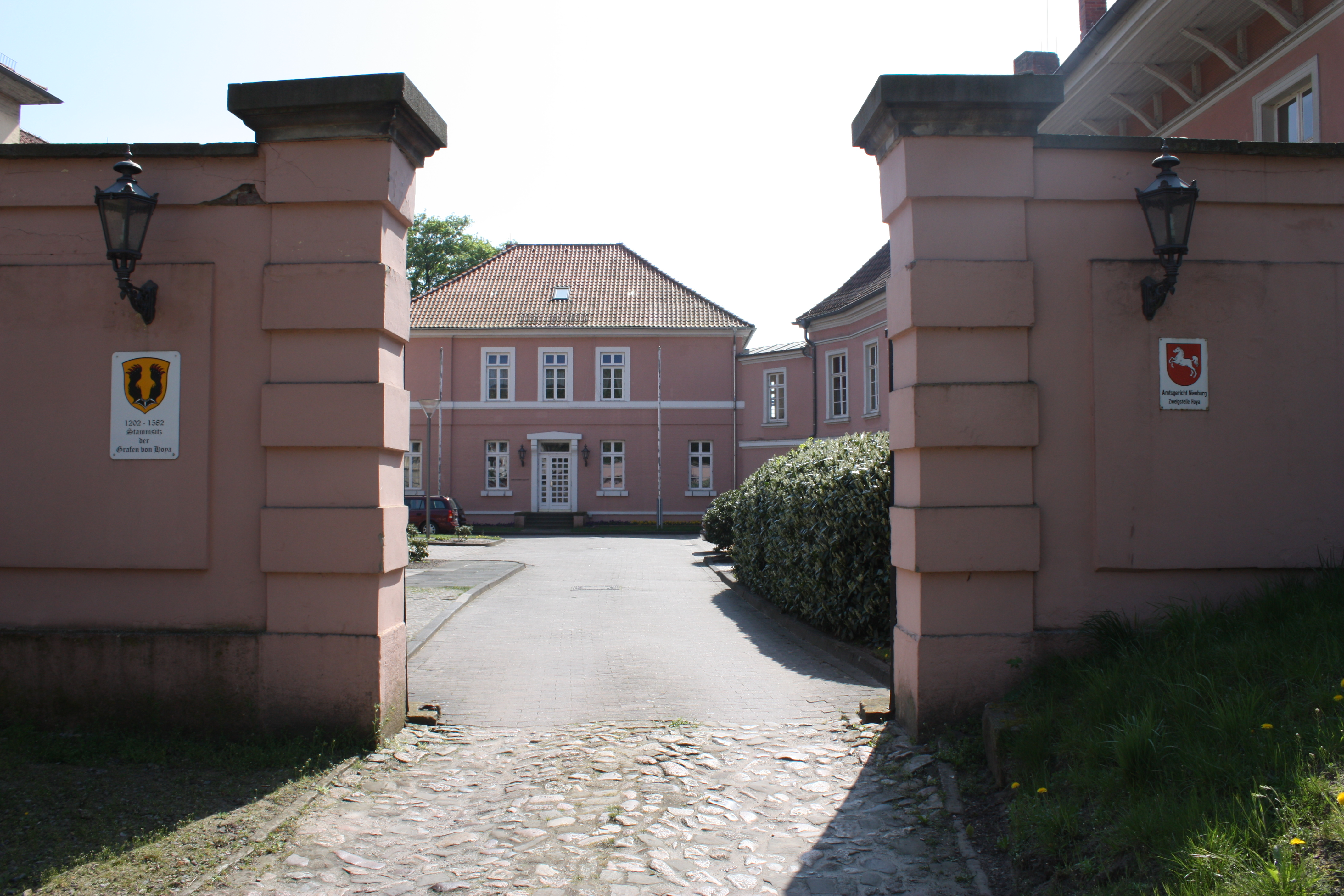
Castillo de Hoya.

En 1345 los hermanos Gerardo III y Juan II de Hoya, se dividieron el condado entre ellos. Cuando la línea mayor  de Gerardo de Hoya se extinguió en 1497, los territorios fueron reunificados bajo Jobst I,  descendiente de Juan con residencia en Nienburg. En 1450 la familia se vio envuelta en la disputa diocesana de Münster, pero fracasó en su intento de instalar a Erico de Hoya como Obispo de Münster. En el siglo XVI, los condes se vieron bajo presión de los poderosos Duques de Brunswick-Luneburgo, quienes en 1512 ocuparon sus propiedades. 
El condado fue dividido después de la muerte del Conde Otón VIII de Hoya sin hijos en 1582. La mayor parte del territorio fue recibido por la línea de Calenberg y la parte restante por la línea de Luneburgo del Ducado de Brunswick-Luneburgo y por el Landgraviato de Hesse-Kassel. Los Condes de Hoya tuvieron que reconocer a los Duques de la Casa de Welf de Brunswick-Luneburgo como sus señores en 1512.
Después de la guerra austro-prusiana de 1866, el área junto con el Reino de Hannover fue anexionada por Prusia.

## Condes de Hoya
- Enrique I 1202-1235
- Enrique II 1235-1290
- Gerardo II 1290-1313
- Otón II 1313-1324
- Gerardo III 1324-1345 junto con su hermano
  - Juan II

| - Gerardo III 1345-1383 - Otón III 1383-1428 - Otón V 1428-1451 - Otón VII 1451-1497 | - Juan II 1345-1377 - Erico I 1377-1426 - Juan V 1426-1466 - Jobst I 1466-1497 |

### Reunificación
- Jobst I 1497-1507
- Jobst II 1507-1545
- Alberto II 1545-1563
- Erico V 1563-1575
- Otón VIII 1575-1582

- Datos: Q468378